# Inmortal Descalzo

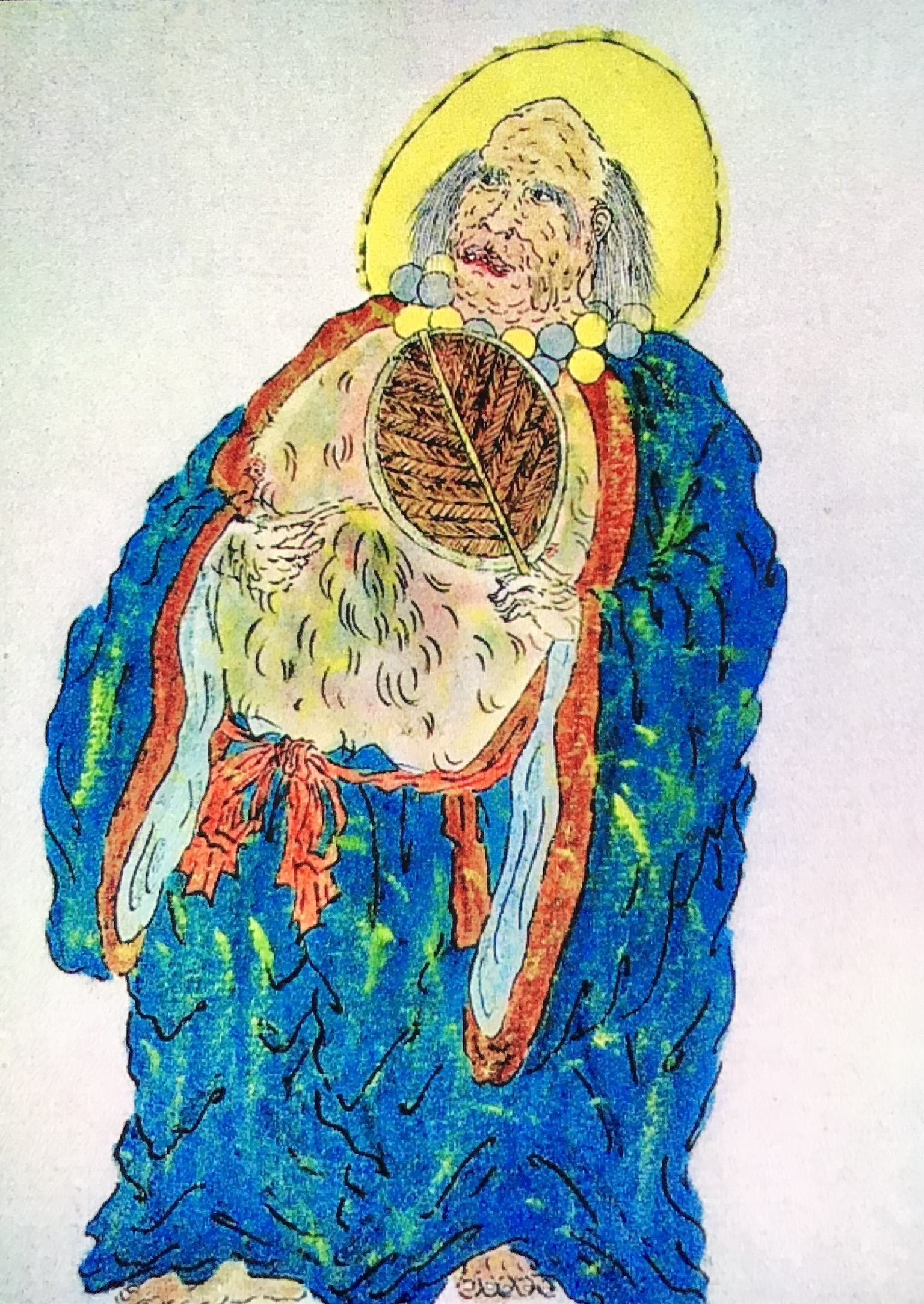
Pintura del Inmortal descalzo.

El Inmortal Descalzo (en chino: 赤腳 大仙), también conocido como el Maestro Descalzo, es una deidad taoísta de la religión china. Es un inmortal conocido por sus numerosas apariciones en óperas y literatura antigua china como Viaje al Oeste y A la orilla del agua. 
Las imágenes antiguas y las obras de cerámica que la gente encontró sobre la concepción de la apariencia del Inmortal Descalzo demuestran que en la mente de la mayoría de la gente, es un dios amable que siempre tiene una sonrisa graciosa en su rostro. Nunca usa zapatos y la cabeza medio calva son sus marcas y apariencias únicas. Hay varias historias y leyendas sobre esta deidad que se han extendido hasta ahora, se han convertido en la literatura popular clásica ampliamente conocida en China. Por lo tanto, se puede ver que juega un papel familiar en la mente de los chinos. Su nombre original es Liu Hai antes de ser conocido como el Inmortal Descalzo y Liu Cao.

## Personalidades del Inmortal Descalzo

### El Inmortal Descalzo y el rey Mono
De acuerdo con Viaje al Oeste, una de las cuatro novelas clásicas chinas, El Inmortal Descalzo demostró ser un dios inocente en el cielo. Hay una trama en este libro que describe la historia de cómo el Rey Mono engañó al Inmortal Descalzo y luego fue al banquete de melocotón usando la identidad del Inmortal. Un día, el rey mono se enfadó bastante al saber que no estaba en la lista de invitados y nadie le había informado del banquete, que es una celebración realmente importante en el cielo. Con un fuerte deseo de ir allí, al rey Mono pronto se le ocurrió una idea. Se encontró con el Inmortal Descalzo en su camino hacia la piscina de jade verde. Ese es el lugar donde se lleva a cabo el banquete. Le dijo al Inmortal que todos los invitados deberían ir al salón de luces brillantes para realizar un ensayo antes del banquete, siendo una orden del Emperador de Jade. Sin embargo, el Inmortal Descalzo se dio cuenta de no era una tradición y sintió dudas acerca de la orden demandada por el emperador; pero posteriormente, hizo lo que dijo el rey Mono sin hacer demasiadas preguntas. 
Después de engañar con éxito al Inmortal Descalzo, el mono se transformó en el Inmortal y se dirigió hacia el banquete inmediatamente. Al final, arruinó por completo todo el banquete e hizo que el Emperador de Jade se enojara mucho. En esta historia, el Inmortal Descalzo fue descrito como un dios ingenuo con un corazón inocente, pero que confía fácilmente en las palabras de otra persona que indirectamente condujo a la destrucción del banquete.

### Leyenda en Shaxian
En Shaxian, Fujian, hay una leyenda sobre esta deidad. Después de que Pangu creara el mundo, un día, el Inmortal Descalzo se dirigía a la piscina de jade verde montado en su nube. De repente, golpeó su pie contra el acantilado de una montaña en Shaxian, causando que sintiera dolor y no pudiese volar de manera estable. La montaña fue llamada Qingyun Feng (en chino: 青云峰). Pensó que, incluso un dios como él podría herirse por este extraño y molesto acantilado, ¿y si fuera simplemente una persona normal que pasaba por ahí? Más tarde, decidió suavizar la montaña arando con un ganado divino que tomó prestado del cielo para evitar que la gente que pasaba fuera lastimada por su acantilado. 
Sin embargo, el Dios de la Montaña no estuvo de acuerdo con esa decisión, estaba tan asustado de que el Inmortal Descalzo realmente destruyera su montaña. Por lo tanto, se le ocurrió una idea para prevenirlo. Puso un insecto especial en el camino del Inmortal que puede hacer que se duerma muy rápidamente. El Dios le dio un sueño en el que le decía a la deidad que su madre tenía una enfermedad grave y que no le quedaban muchos días. Si no regresaba al cielo ahora mismo, podría perder la oportunidad de ver a su madre por última vez. Evidentemente, es mentira. Pero después de que el Inmortal se despertara de esa pesadilla, estaba tan preocupado por su madre que ató el ganado a un pino alto y luego regresó al cielo. El Dios de la Montaña impidió con éxito que el Inmortal arara el acantilado de su montaña. Le pidió a Leigong y Dianmu que mataran al ganado con truenos y relámpagos. Sin embargo, el ganado estaba hechizado y los truenos y relámpagos que crearon no pudieron lastimarlo ni un poco. Posteriormente, el Dios de la Montaña pidió prestados unos platillos y un gong de un templo. Golpeó al ganado en la cabeza con los instrumentos cuando no estaba mirando. Después de que el Inmortal Descalzo se diera cuenta de que había sido engañado por el Dios, regresó a a la montaña. Sin embargo, para entonces, el ganado ya había sido asesinado por el Dios de la Montaña y nunca más tendría la oportunidad de arar la montaña. En esta leyenda, el Inmortal Descalzo mostró su cuidado y preocupación por las personas y su amor por su madre en su personaje. Es un dios bondadoso y filial. Se preocupaba por la gente y quería protegerla, así que se le ocurrió la idea de arar el acantilado. Pero, por otro lado, la falta de suficiente sabiduría le hizo caer en las trampas de los demás y provocó la muerte del ganado divino. Al final, el Inmortal Descalzo puso los platillos y el gong en la cima de esa montaña lleno de ira. Después, el nombre de la montaña fue cambiado a «Cima de los Platillos y Gong» (en chino: 锣钹顶).

## Antiguos cuentos sobre el Inmortal Descalzo

### La historia del emperador Renzong
El emperador Renzong fue un emperador de la dinastía Song. En las historias antiguas chinas, existe una relación entre él y el Inmortal Descalzo. Un estudio lingüístico sobre el libro A la orilla del agua, analizó el prólogo del texto original, que describe la historia de que se decía que el emperador Renzong era el Inmortal Descalzo. El libro que analizó el autor de esta investigación, es otro de las cuatro novelas clásicas chinas que goza de un gran logro literario en China. No sólo este artículo menciona este cuento, hay otro libro chino que menciona lo mismo que se decía que el Inmortal era la vida anterior de Renzong. El emperador de Jade le ordenó que se reencarnara en el mundo humano. Esto refleja indirectamente cuán ampliamente se extendió esta historia del Inmortal Descalzo. La otra leyenda sobre Renzong hablaba de que cuando era niño le gustaba andar descalzo. Además, la gente de esa época decía que tenía una especie de habilidad especial que le hacía poder ver cosas en el cielo. Junto con su hábito de andar descalzo, la historia popular de que era el Inmortal Descalzo se expandió.

### Leyenda del Inmortal Descalzo y el dragón demoníaco
En China, hay un distrito llamado Sikouzi (en chino: 寺口子). Según la leyenda, en la antigüedad, era un lugar hermoso con un paisaje agradable antes de que un dragón demoníaco invadiera el lugar. Después de que el dragón se apoderara de Sikouzi, fue bastante imprudente e intimidó a todas las criaturas vivientes que hicieron que las personas que vivían allí se sintieran como en el infierno. Destruyó el maravilloso paisaje y provocó que muchas personas se quedaran sin hogar. Sin embargo, él no es el único que amaba este preciso lugar. El Inmortal Descalzo también se sintió atraído por el hermoso paisaje de Sikouzi, por lo que iba allí varias veces al año con sus amigos dioses en la antigüedad. Un día, invitó a otros dioses, incluidos los ocho inmortales y las siete princesas celestiales, a ir allí y disfrutar del agradable paisaje como de costumbre. Pero cuando llegaron, quedaron tan impactados por las aterradoras y horribles vistas de ese lugar. Encontró una montaña frente a él, hubo una gran inundación en el lado sur de la montaña. En el lado norte de la montaña, el agradable paisaje se convirtió en un campo desnudo sin césped ni plantas.
Vieron al dragón arruinar profundamente el lugar y obtener placer al extralimitarse con los ciudadanos locales. El dragón le pidió a un grupo de personas que eran tan delgadas como esqueletos y vestían ropa gastada que construyeran un lugar para que él descansara y se entretuviera. Después de presenciar todas estas cosas malvadas que el dragón había hecho, el Inmortal Descalzo estaba extremadamente lívido y decidió castigar a ese dragón. Lluego, el dragón se encontró con el Inmortal, pero este lo miraba fijamente con una expresión llena de enojo. Estaba tan asustado que incluso podía sentir la fuerte agresividad del Inmortal Descalzo, por lo que se escapó lo más rápido que pudo. Todos los demás dioses que vinieron con el Inmortal estaban tratando de rodear al dragón en un círculo. Para no ser atrapado por el Inmortal, usó una especie de hechizo que le permitió esconderse en la montaña. Pero el Inmortal simplemente pateó la montaña tan fuerte con su pierna derecha, que causó una gran fisura. La fisura era tan ancha como un cañón. La gente después de esta pelea llamó al cañón como Yi Xiantian (chino: 一线天). El dragón quedó expuesto, por lo que se escondió en la montaña nuevamente, pero el Inmortal Descalzo es valiente e inteligente, usó su pierna izquierda para patear la montaña e hizo que el dragón no tuviera dónde esconderse. Finalmente, el demonio fue atrapado y su cabeza fue cortada por Lü Dongbin, que es uno de los ocho inmortales. En esta leyenda, la cabeza del dragón demoníaco se convirtió en piedras con horribles apariencias. Las generaciones futuras llamaron a estas piedras Pan Long Stones (en chino: 盘龙 石). El Inmortal Descalzo y los dioses que invitó a Sikouzi salvaron la vida de muchas criaturas y devuelto una vida pacífica al lugar. Además, el cañón que había creado el Inmortal Descalzo conectó con los dos lados de la montaña, lo que permitió que la inundación fluyera hacia el árido campo que se encontraba al otro lado de la montaña. Hasta ahora, las huellas que creó el Inmortal continúan allí.

## El Inmortal Descalzo en el taoísmo
El Inmortal Descalzo, también conocido como Liu Cao, es un dios con un fuerte deseo de aprender el taoísmo, una de las principales religiones indígenas de China. Un día se inspiró de un visitante taoísta. Luego decidió estudiar taoísmo con ese visitante taoísta. Mostró su mayor respeto por el taoísmo y le rogó al visitante que lo aceptara como su alumno. Pero el visitante lo rechazó y le dijo a Liu Cao que Lu Dongbin es el maestro taoísta que debería buscar. Escuchó las palabras del visitante, por lo que encontró a Lu Dongbin y se convirtió en su alumno. Lu Dongbin le enseñó a Liu Cao las técnicas de meditación, internas de la alquimia y el yoga sexual. Además, conoció a otro taoísta llamado Chen Xiyi, al que le enseñaron técnicas de Qigong y viajes espirituales. Fue descrito como la única persona que recibió el conocimiento tanto de Lu Dongbin como de Chen Xiyi en esta leyenda. Combinó la información y el conocimiento de dos profesores a la perfección. Finalmente, no solo aprendió y recibió el taoísmo de sus maestros, sino que también difundió este tesoro preciso de la cultura y la historia chinas a otros como Zhang Boduan. Especialmente en la dinastía Song, el taoísmo estaba en su período más próspero porque tenía a cinco grandes maestros. Liu Cao y su alumno Zhang Boduan fueron dos de ellos.